# ダイラケのびっくり捕物帖
『びっくり捕物帳』（びっくりとりものちょう）は、1957年（昭和32年）4月22日から1960年（昭和35年）5月22日まで放送されたコメディ番組。大阪テレビ、朝日放送 大阪テレビ、朝日放送がそれぞれ制作した。全161回。関西有機化学工業の一社提供。

## 概要
目明しの天満の五郎長、びっくり勘太のコンビと大坂町奉行 与力の来島仙之助、仙之助の妹・お妙が事件を推理して解決に導くまでを描いた時代劇。中田ダイマル・ラケットの二人が主演、藤田まことと森光子がレギュラー出演した。当番組は藤田のデビュー作であり、森の出世作となった。
森は第110回（1959年〈昭和34年〉5月31日放送）で降板。「東京に活動拠点を移すため」と発表したが、KRTディレクター（当時）の岡本愛彦と交際が進展しており、関係者に「結婚のために降板する」と申し入れていた。第111回より、お妙の妹・おすみが初登場。第161回（最終回）まで登場した。
現在に至る上方お笑い番組の元祖とされるテレビ番組で、日本の民放テレビ局による上方コメディ初の全国ネット番組である。
番組は前後編で構成され、前編で事件が発生。五郎長と勘太が捜査を開始して、後編で事件が解決する生放送のコメディ番組。大阪テレビ、朝日放送は初の時代劇でセットの構築に腐心した。

## あらすじ
舞台は江戸時代の大坂天満。目明し・天満の五郎長（中田ダイマル）とびっくり勘太（中田ラケット）の二人は大坂町奉行 与力の来島仙之助（藤田まこと）の指示で事件の捜査を開始する。犯人を見つけて捕縛となるが実は弱虫の二人は犯人を前に尻込みする。二人は「お妙さーん！」と一声叫ぶと仙之助の妹・お妙（森光子）が登場。お妙は武術の名手で小刀を振るい、二人の危機を救いつつ犯人を捕まえ、快刀乱麻の活躍をする。

## 出演者
- 天満の五郎長：中田ダイマル
- びっくり勘太：中田ラケット
- 来島仙之助：藤田まこと
- お妙：森光子（第1 - 110回）

## スタッフ
- 脚本：香住春吾
- 制作：吉村繁雄
- 演出：信太正行（第1 - 76回）、澤田隆治（第77 - 161回）
- 美術：柴田千之
- 道具：梅田舞台
- 殺陣指導：的場達雄

## 放送時間・放送局について
第6回までは大阪テレビのみで放送する近畿ローカル番組で、毎週月曜日 19時00分 - 19時30分に放送。その後、日本テレビへネットする事が決定。第7回から放送時間を毎週日曜日 12時15分 - 12時45分へ変更して、第8回から日本テレビで放送を開始した。
1958年8月28日、読売テレビが日本テレビ系列の準キー局として開局。大阪テレビはKRTと系列ネットワークを締結。関東地区のネット局を変更した。ネット局変更に伴い、放送時間は変更せずにKRT系（現・JNN系）の全国ネットで放送した。
- 制作局は大阪テレビ、朝日放送 大阪テレビ、朝日放送の順で変遷した。
- 日本テレビ - 同時ネット、1957年6月16日 - 1958年10月5日[7]
- KRT - 同時ネット、1958年10月12日 - 1960年5月22日[8]
- 中部日本放送
- 北海道放送 - 同時ネット、1957年6月16日 - 1960年5月22日
- ラジオ新潟テレビ（現：新潟放送、1958年12月開局から同時ネット）[9]
- 西日本放送 - 同時ネット、1958年7月6日 - 10月5日
- 山陽放送 - 同時ネット、1958年6月1日 - 1960年5月22日
- テレビ西日本 - 同時ネット、1958年8月31日 - 10月5日
- RKB毎日放送 - 同時ネット、1958年10月12日 - 1960年5月22日